# Европско првенство у атлетици у дворани 1970 — 400 метара за мушкарце
Такмичење у дисциплини трка на 400 метара у мушкој конкуренцији на првом Европском првенству у атлетици у дворани 1970. одржано је у Градској дворани у Бечу 15. марта.

## Земље учеснице
Учествовало је 9 атлетичара из 6 земаља.
1. Западна Немачка (1)
2. Ирска (1)
3. Источна Немачка (1)
4. Пољска (2)
5. Совјетски Савез  (3)
6. Шпанија  (1)

## Рекорди
Извор:
| Светски рекорд                                              | Анджеј Баденски                          | Пољска                                   | 47,09                                    | Мадрид, Шпанија                          | 19. март 1968.                           |                                          |                                          |
| Европски рекорд у дворани                                   | Анджеј Баденски                          | Пољска                                   | 47,09                                    | Мадрид, Шпанија                          | 19. март 1968.                           |                                          |                                          |
| Рекорди европских првенстава у дворани                      | Ово је прво Европско првенство у дворани | Ово је прво Европско првенство у дворани | Ово је прво Европско првенство у дворани | Ово је прво Европско првенство у дворани | Ово је прво Европско првенство у дворани | Ово је прво Европско првенство у дворани | Ово је прво Европско првенство у дворани |
| Рекорди после завршеног Европског првенства у дворани 1970. |                                          |                                          |                                          |                                          |                                          |                                          |                                          |
| Светски рекорд                                              | Анджеј Баденски                          | Пољска                                   | 46,6                                     | Беч, Аустрија                            | 15. март 1970.                           |                                          |                                          |
| Светски рекорд                                              | Александар Братчиков                     | СССР                                     | 46,6                                     | Беч, Аустрија                            | 15. март 1970.                           |                                          |                                          |
| Европски рекорд                                             | Анджеј Баденски                          | Пољска                                   | 46,6                                     | Беч, Аустрија                            | 15. март 1970.                           |                                          |                                          |
| Европски рекорд                                             | Александар Братчиков                     | СССР                                     | 46,6                                     | Беч, Аустрија                            | 15. март 1970.                           |                                          |                                          |
| Рекорди европских првенстава                                | Анджеј Баденски                          | Пољска                                   | 46,6                                     | Беч, Аустрија                            | 15. март 1970.                           |                                          |                                          |
| Рекорди европских првенстава                                | Александар Братчиков                     | СССР                                     | 46,6                                     | Беч, Аустрија                            | 15. март 1970.                           |                                          |                                          |

## Освајачи медаља
|                                      |                        |                             |
| Александар Братчиков Совјетски Савез | Анджеј Баденски Пољска | Јуриј Зорин Совјетски Савез |

## Резултати
У квалификацијама такмичари су били подељени у три групе по тројица. У финале су се квалификовала четворица и то: три победника група (КВ) и четврти према постигнутом резултату (кв)

### Квалификације
| Позиција | Група | Атлетичар            | Земља           | Резултат | Белешка                    |
| -------- | ----- | -------------------- | --------------- | -------- | -------------------------- |
| 1.       | 1     | Анджеј Баденски      | Пољска          | 46,6     | КВ СРд, ЕРд, РЕПд, НРд.    |
| 2.       | 1     | Александар Братчиков | Совјетски Савез | 46,6     | КВ =СРд, =ЕРд, =РЕПд. НРд. |
| 3.       | 3     | Јуриј Зорин          | Совјетски Савез | 46,9     | КВ                         |
| 4.       | 2     | Јан Балаховски       | Пољска          | 47,3     | кв                         |
| 5.       | 1     | Инго Ропер           | Западна Немачка | 46,8     |                            |
| 6.       | 3     | Вофганг Милер        | Источна Немачка | 46,9     |                            |
| 7.       | 4     | Fanahan McSweney     | Ирска           | 47,0     |                            |
| 8.       | 1     | Борис Савчук         | Совјетски Савез | 47,5     |                            |
| 9.       | 4     | Рамон Магаринос      | Шпанија         | 48,9     |                            |

### Финале
| Пласман | Атлетичар            | Земља           | Резултат          | Белешка           |
| ------- | -------------------- | --------------- | ----------------- | ----------------- |
|         | Александар Братчиков | Совјетски Савез | 46,8              |                   |
|         | Анджеј Баденски      | Пољска          | 46,9              |                   |
|         | Јуриј Зорин          | Совјетски Савез | 48,4              |                   |
| 4.      | Јан Балаховски       | Пољска          | Није завршио трку | Није завршио трку |